# Operazione Marte
La seconda offensiva di Ržev-Syčëvka (Вторая Ржевско-Сычёвская операция), denominata in codice operazione Marte, fu un'offensiva strategica iniziata dalle forze sovietiche contro il Gruppo d'armate Centro della Wehrmacht durante la guerra sul Fronte orientale, nella seconda guerra mondiale.
La battaglia si svolse dal 25 novembre al 16 dicembre 1942 nel cosiddetto "saliente di Ržev" a ovest di Mosca quasi contemporaneamente all'operazione Urano sferrata dai sovietici nel settore di Stalingrado; l'offensiva nel saliente si concluse con un importante successo difensivo dei tedeschi e con il fallimento dei piani sovietici.

## L'offensiva
L'offensiva, strategicamente fallita, si trasformò in una serie di combattimenti particolarmente sanguinosi, specie per le truppe sovietiche; le forze tedesche, solidamente schierate a difesa dall'abile generale Walther Model e dotate di cospicue riserve corazzate, riuscirono a contenere gli sfondamenti iniziali delle unità meccanizzate sovietiche e, favoriti anche dal maltempo e dall'impraticabilità delle strade che rallentò l'avanzata, contrattaccarono con successo, accerchiando numerose formazioni nemiche e infliggendo perdite particolarmente pesanti all'Armata Rossa.
Storicamente, l'Operazione Marte, costituisce parte delle cosiddette "battaglie di Ržev", che avvennero presso Ržev, Sychevka e Vjaz'ma dal gennaio 1942 al marzo 1943. Le battaglie divennero conosciute come massacro di Ržev (Ржевская мясорубка) per l'alto numero di perdite e per i sostanziali e ripetuti fallimenti strategici sovietici.
L'operazione Marte venne condotta delle forze dei due fronti sovietici Occidentale (generale Purkaev) e di Kalinin (generale Ivan Konev), coordinati dal vice-comandante supremo, generale Georgij Žukov. Molti dettagli dell'offensiva sono ancora oggi solo parzialmente conosciuti.
Nel 1999 lo storico statunitense David Glantz, in una delle sue opere più famose e controverse, ha sostenuto che l'offensiva nei progetti dello Stavka era altrettanto, se non più, importante della simultanea Operazione Urano sul fronte di Stalingrado, e che la sua minimizzazione (da parte della storiografia sovietica) in attacco di diversione per sostenere l'operazione a Stalingrado fu un espediente propagandistico per mascherare il suo completo fallimento.
In realtà già all'epoca dei fatti sembra che Stalin considerasse l'operazione Marte principalmente un'offensiva di diversione per attirare le riserve tedesche e favorire la riuscita dell'operazione Urano; nel messaggio riservato inviato dal dittatore sovietico al presidente Franklin Roosevelt il 28 novembre 1942 Stalin scrisse che "nel settore di Stalingrado" i sovietici avevano ottenuto "qualche successo" e che era stato deciso di "iniziare operazioni sul fronte centrale per impedire all'avversario di trasferire le proprie forze a sud".